# Bayan Hushu
Bayan Hushu (kinesiska: 巴音胡硕) är en köping i Kina. Den ligger i den autonoma regionen Inre Mongoliet, i den norra delen av landet, omkring 800 kilometer nordost om regionhuvudstaden Hohhot.
Genomsnittlig årsnederbörd är 539 millimeter. Den regnigaste månaden är juli, med i genomsnitt 176 mm nederbörd, och den torraste är januari, med 5 mm nederbörd.